# Oligoxystre
Oligoxystre is een geslacht van spinnen uit de familie vogelspinnen (Theraphosidae).

## Soorten
De volgende soorten zijn bij het geslacht ingedeeld:
- Oligoxystre auratum Vellard, 1924
- Oligoxystre bolivianum (Vol, 2001)
- Oligoxystre caatinga Guadanucci, 2007
- Oligoxystre diamantinensis Bertani, Santos & Righi, 2009
- Oligoxystre dominguense Guadanucci, 2007
- Oligoxystre mineirum Guadanucci, 2011
- Oligoxystre rufoniger Guadanucci, 2007
- Oligoxystre tucuruiense Guadanucci, 2007